# رولز-رویس گشاوک
رولز-رویس گشاوک (به انگلیسی: Rolls-Royce Goshawk) یک موتور هواگرد ساختِ کارخانهٔ رولز-رویس لیمیتد در کشور بریتانیا است.